# Grammitis tegetiformis
Grammitis tegetiformis là một loài dương xỉ trong họ Polypodiaceae. Loài này được L.E. Bishop mô tả khoa học đầu tiên năm 1977.